# ʿĪsā ibn Maryam

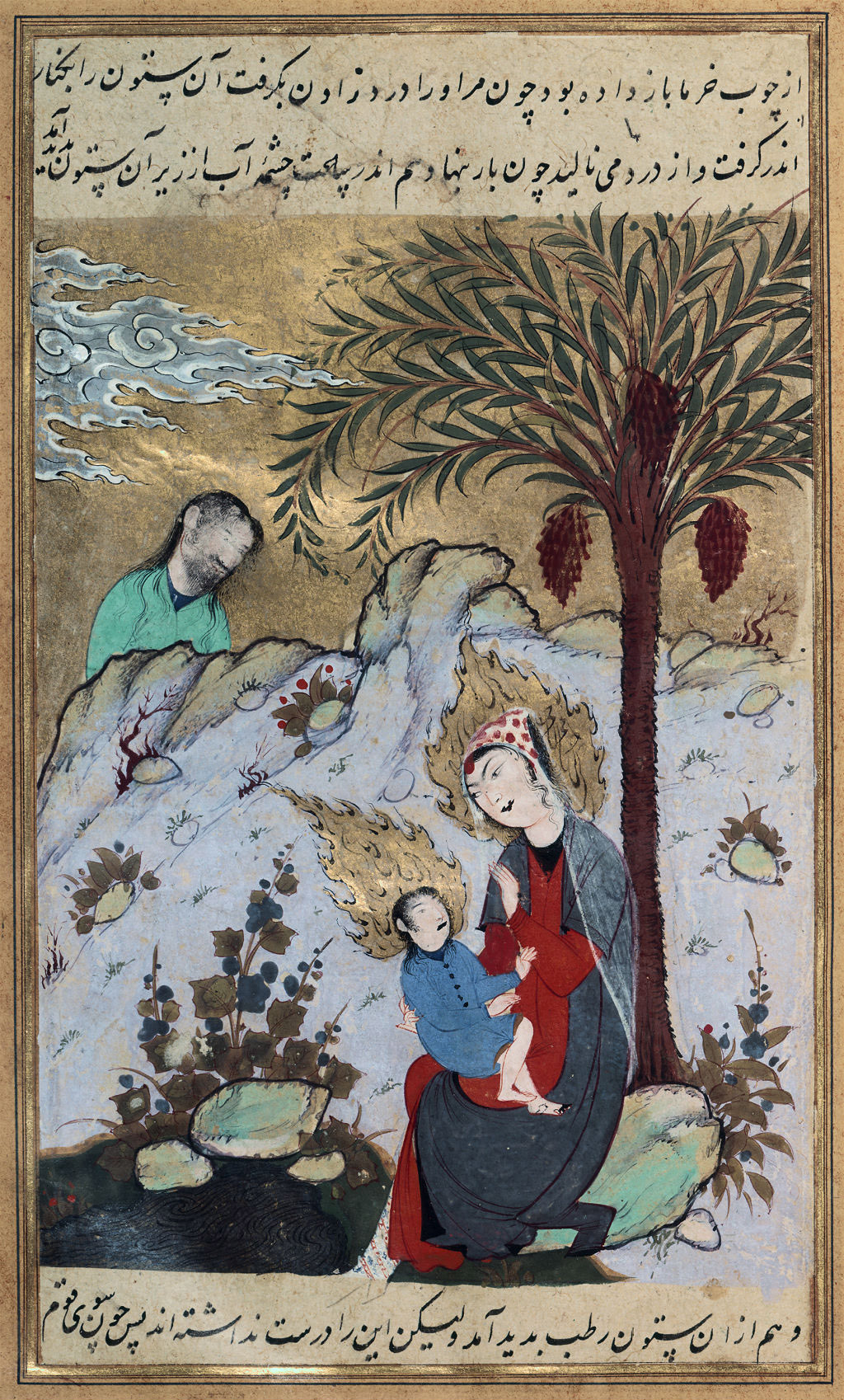
Maryam und ʿĪsā, Maria mit dem Jesuskind in der Wüste unter einer Dattelpalme. Persische Miniatur im Stil von Qazvin, um 1595. Sādiq Beg (1533–1610) zugeschrieben

ʿĪsā ibn Maryam (arabisch عيسى بن مريم, DMG ʿĪsā ibn Maryam ‚Jesus, Sohn Marias‘, auch ʿĪsā bin Maryam) ist ein Prophet im Koran, der als unmittelbares Wort Gottes angesehen wird und sich auf Jesus von Nazaret bezieht.
Die Darstellung Jesu im islamischen Schrifttum zeigt Gemeinsamkeiten, aber auch bestimmte Unterschiede zu neutestamentlichen Darstellungen und Beschreibungen Jesu Christi: Jesus wird im islamischen Schrifttum als رسول, DMG rasūl ‚Gesandter‘ ein Prophet (der letzte von 24 Vorgängern Mohammeds) (arabisch نبي nabī ‚Prophet‘) Wort Gottes und مسيح, DMG masīḥ ‚Gesalbter‘ nicht aber als Sohn Gottes bezeichnet.

## Namensform
Der Koran verwendet ʿĪsā (عيسی) anstelle der Standard-aramäischen Jeschua-Form, die für andere Rabbiner verwendet wurde. Es wird angenommen, dass Mohammed diese Form nicht bekannt war. Arabische Christen verwenden Yasūʿ (يسوع).
Die arabische Namensform ʿĪsā trägt den spezifischen semitischen Konsonanten ʿAin oder Ajin, der mit ʿ transliteriert wird, am Anfang des Wortes, die aramäisch-hebräische Form Yešūʿ hingegen am Ende. Dies ist das Ergebnis der Geschichte des Namens, die über Mittelgriechisch isus (ιησους) und Aramäisch (Syrisch) isôʿ (ܝܫܘܥ) führt. Eine andere mögliche Quelle ist die von Juden als Beleidigung intendierte Form Yešū, die allerdings kein Ajin am Anfang enthält.

## Jesus im Koran
Im Koran ist Jesus Sohn der Maria, wie der arabische Name ʿĪsā ibn Maryam schon besagt:

„Und wir haben Jesus, dem Sohn der Maria, die klaren Beweise gegeben und ihn mit dem heiligen Geist gestärkt.“

Er ist das Ergebnis eines schöpferischen Aktes Gottes, entstanden durch das Wort „sei!“ (Sure 3,47). Darin „ist er vor Gott gleich wie Adam“ (Sure 3,59). Die Geburt Jesu ohne einen biologischen Vater, seine jungfräuliche Geburt, ist auch aus islamischer Sicht ein Wunder. Maria wurde durch Gottes Macht schwanger. Der Heilige Geist (der im Koran oft als Erzengel Gabriel erscheint) brachte Maria diese Botschaft:

„17. Da nahm sie sich einen Vorhang (oder: eine Scheidewand) (um sich) vor ihnen (zu verbergen). Und wir sandten unseren Geist zu ihr. Der stellte sich ihr dar als ein wohlgestalteter (w. ebenmäßiger) Mensch. 18 Sie sagte: ‚Ich suche beim Erbarmer Zuflucht vor dir. (Weiche von mir) wenn du gottesfürchtig bist!‘ 19 Er sagte: ‚(Du brauchst keine Angst vor mir zu haben.) Ich bin doch der Gesandte deines Herrn. (Ich bin von ihm zu dir geschickt) um dir einen lauteren Jungen zu schenken.‘ 20 Sie sagte: ‚Wie sollte ich einen Jungen bekommen, wo mich kein Mann (w. Mensch) berührt hat und ich keine Hure bin?‘ (oder: … berührt hat? Ich bin (doch) keine Hure!) 21 Er sagte: ‚So (ist es, wie dir verkündet wurde). Dein Herr sagt: (oder: So hat dein Herr (es an)gesagt.) Es fällt mir leicht (dies zu bewerkstelligen). Und (wir schenken ihn dir) damit wir ihn zu einem Zeichen für die Menschen machen, und weil wir (den Menschen) Barmherzigkeit erweisen wollen (w. aus Barmherzigkeit von uns). Es ist eine beschlossene Sache.‘“

Jesus ist der Gesandte Gottes (rasūlu ʾllāh: Sure 4,157) und ein Prophet (nabī: Sure 19,30). Er hat eine eigene Schrift empfangen (Sure 5,46), das Evangelium (Indschil) (Sure 57,27). Er konnte bereits in der Wiege sprechen (Sure 3,46) und Vögeln aus Ton Leben einhauchen, Blinde und Aussätzige heilen und Tote erwecken (Sure 5,110). Jesus ist das „Wort der Wahrheit“ (qaul al-haqq, Sure 19,34). Gott stärkte Jesus mit dem „heiligen Geist“ (ar-rūḥ al-qudus) und lehrte ihn die „Schrift, die Weisheit, die Thora und das Evangelium“ (Sure 5,110).
Jesus ist nicht der „Sohn Gottes“:

„Christus Jesus, der Sohn der Maria, ist nur der Gesandte Gottes […] Gott ist nur ein einziger Gott. […] (Er ist darüber erhaben) ein Kind zu haben.“

Jesus ist der Christus (Sure 4,172) und:

„(Damals) als die Engel sagten: ‚Maria! Gott verkündet dir ein Wort von sich, dessen Name Jesus Christus, der Sohn der Maria, ist!‘“

Jesus ist Gottes Geist:

„Christus Jesus, Sohn der Maria, ist nur der Gesandte Gottes und sein Wort, das er der Maria entboten hat und Geist von ihm (rūḥ min-hu).“

Im Koran wird jedwede Göttlichkeit Jesu abgelehnt, dies erklärt auch den Umstand, dass der Wortlaut „Geist von Ihm“ (rūḥ min-hu) nicht ausschließlich auf Jesus begrenzt ist. In Sure 15,29 spricht Gott über Adams Entstehung und beschreibt diesen Prozess u. a. mit den Worten: „Und wenn ich ihn dann geformt und Geist von mir (min rūḥī) eingeblasen habe“ (Übersetzung Paret). Ferner wird in Sure 32,9, in der es um die Kreation des menschlichen Embryos geht, selbiges verwendet: „Und ihn hierauf (zu menschlicher Gestalt) geformt und ihm Geist von sich (min rūḥihi) eingeblasen hat […]“ (Übersetzung Paret). Da laut dem Koran jedes menschliche Wesen einen Teil von Gottes Geist (rūḥ) bekommt, ist obiger Zustand die Norm. Zum biblischen Hintergrund des eingehauchten Geistes siehe: Ruach.
Außerdem wird Jesus als „einer von denen, die (Gott) nahestehen“ (min al-muqarribīn), der „im Diesseits und Jenseits angesehen sein“ wird, beschrieben (Sure 3,45). Die Koranexegese versteht ihn somit als Propheten in dieser und als Fürsprecher in der anderen Welt.
Man versteht ihn auch als „gesegnet“ (mubārak): „Und er hat gemacht, dass mir, wo immer ich bin (die Gabe des) Segen(s) verliehen ist“ (Sure 19,31), dessen Sendung ein Zeichen (Āya) und eine Barmherzigkeit (raḥma) ist, „damit wir ihn zu einem Zeichen für die Menschen machen, und weil wir (den Menschen) Barmherzigkeit erweisen wollen“ (Sure 19,21).
Jesus ist im Besitze von klaren Beweisen (bayyināt) und der Weisheit (ḥikma): „Und als Jesus mit den klaren Beweisen (zu den zeitgenössischen Kindern Israels) kam, sagte er: ‚Ich bin mit der Weisheit zu euch gekommen‘“ (Sure 43,63).

## Die Kreuzigung Jesu in der islamischen Tradition
Im Koran wird Jesu Scheiden aus dem irdischen Leben mehrfach erwähnt. So wird von Jesu „Abberufung“ berichtet:

„Gott sagte: ‚Jesus! Ich werde dich [nunmehr] abberufen (innī mutawaffīka) und zu mir [in den Himmel] erheben und rein machen‘“

Ähnlich lässt der Koran Jesus sprechen, dass er gestorben ist:

„Nachdem du mich abberufen hattest …“

### Doketismustheorie
Nach der Doketismustheorie wird Jesus nur zum Schein gekreuzigt. Seine Schmerzen und seine Leiden sind nur eine Illusion für die Beobachter. Jesus selbst wird stattdessen zu Gott erhoben. Hier finden sich Parallelen zu (gnostizistischen) christlich-doketischen Vorstellungen, in denen das eigentliche (göttliche) Wesen nicht getötet werden kann, wenn auch der Körper vernichtet wird.

### Substitutionstheorie
Die Substitutionstheorie lehnt die Vorstellung einer Kreuzigung Jesu ab und geht davon aus, dass statt seiner eine andere, ihm optisch ähnliche Person gekreuzigt worden ist:

„Und [weil sie] sagten: ‚Wir haben Christus Jesus, den Sohn der Maria und Gesandten Gottes getötet.‘ – Aber sie haben ihn [in Wirklichkeit] nicht getötet und [auch] nicht gekreuzigt. Vielmehr erschien ihnen [ein anderer] ähnlich, [so dass sie ihn mit Jesus verwechselten und töteten]. Und diejenigen, die über ihn (oder: darüber) uneins sind, sind im Zweifel über ihn (oder: darüber). Sie haben kein Wissen über ihn (oder: darüber), gehen vielmehr Vermutungen nach. Und sie haben ihn nicht mit Gewissheit getötet (d.h. sie können nicht mit Gewissheit sagen, daß sie ihn getötet haben). // Nein, Gott hat ihn zu sich [in den Himmel] erhoben.“

Die entscheidende Stelle im obigen Koranvers ist der Passus: „Vielmehr erschien ihnen [ein anderer] ähnlich, [so dass sie ihn mit Jesus verwechselten und töteten]“ – im Originaltext: wa-lākin šubbiha lahum. Das Verb bedeutet allgemein „ähnlich machen“ oder „als ähnlich ansehen“, das daraus abgeleitete Substantiv (tašbīh) heißt dann „Verähnlichung“ oder „Verwechslung“. Diese Grundbedeutungen spielen auch in der Exegese des Verses eine zentrale Rolle. Der Koranexeget Ibn 'Atiya († 1151 oder 1152) aus Córdoba führt hierzu aus:

„Über das Wie des Tötens und der Kreuzigung sowie über diejenigen, auf den die Ähnlichkeit [Jesu] geworfen wurde, gibt es viele verschiedene Meinungen, und es gibt nichts vom Gesandten Gottes, was feststeht.“

In der Tat verzeichnen die Traditionssammlungen keinen Prophetenspruch, in dem die fragliche Koranstelle erläutert wäre. at-Tabari, der in seinem Korankommentar die Auslegung dieser Koranstelle: („Vielmehr erschien ihnen (ein anderer) ähnlich“) auf 5 Seiten darstellt, zitiert ebenfalls keinen Prophetenspruch, sondern referiert lediglich die ältesten Koranexegeten, unter ihnen Mudschāhid ibn Dschabr († 722) und andere aus dem späten 7. und frühen 8. Jahrhundert.
Die Koranexegeten waren bestrebt, die Koranstelle (Sure 3, Vers 55) und das dort erhaltene Gotteswort „mutawaffī-ka wa-rāfiʿu-ka“ – „ich werde dich [nunmehr] abberufen und zu mir [in den Himmel] erheben“ genau zu deuten. Der Koranexeget und Theologe Muqātil ibn Sulaimān († 767 in Basra) bestätigt zwar, dass das entsprechende Verb zu „mutawaffī-ka“ (tawaffā) „den Tod durch Gott bewirken“ bedeutet, dies im Fall Jesu jedoch erst nach dessen Rückkehr eintreten wird. Für Muqātil liegt hier ein hysteron proteron (arabisch taqdīm al-muʾaḫḫar) vor, denn es heißt an der Stelle: „ich werde dich aus dieser Welt zu mir erheben und dich abberufen, nachdem du vom Himmel zur Zeit des Daddschāl herabgestiegen bist.“ aṭ-Ṭabarī und Ibn Kathir stellen mehrere exegetische Traditionen zusammen, in denen ebenfalls nicht vom Tod, sondern nur von einem Schlaf Jesu die Rede ist. Denn spätestens seit al-Hasan al-Basri ließ man selbst den Propheten zu den Juden sprechen: „ʿĪsā ist nicht gestorben, er wird [vielmehr] vor dem Tag der Auferstehung zu euch zurückkehren“.
Außerhalb der Koranexegese beschäftigt sich auch eine weitere literarische Gattung des islamischen Schrifttums mit der koranischen Kreuzigungsgeschichte: die Prophetenlegenden (qiṣaṣ al-anbiyāʾ). Ihr ältester Vertreter Wahb ibn Munabbih († gegen 728–732) berichtet im Korankommentar von at-Tabari, Jesus habe unter seinen Jüngern jemanden gesucht, der für ihn sterben würde. Als ein Freiwilliger, dessen Name im Bericht unerwähnt bleibt, hervortrat, ergriffen ihn die Juden.

„Gott hatte ihn ja in die Gestalt Jesu verwandelt. Sie ergriffen ihn und töteten und kreuzigten ihn. So wurde bewirkt, daß sie [ihn für Jesus] hielten (fa-min ṯamma šubbiha lahum) und glaubten, sie hätten Jesus getötet. Genauso glaubten die Christen, es sei Jesus. Und Gott hob Jesus am gleichen Tag empor.“

Wahb ibn Munabbih, der als Kenner der Schriften der Juden und Christen im islamischen Schrifttum bekannt war, schildert in einer Überlieferungsvariante bei at-Tabari die Passionsgeschichte ausführlich und schließt seinen Bericht mit den Worten ab: „Bis sie (die Juden) ihn zu dem Holz brachten, an dem sie ihn kreuzigen wollten. Da hob Gott ihn zu sich empor, und sie kreuzigten, was ihnen [Jesus ähnlich gemacht] wurde“.
Die Kreuzigung wurde somit durch eine Veränderung verhütet, die einen anderen Jesus ähnlich gestaltete. Dabei wird aber die Himmelfahrt Jesu offenbar in einem irdischen und nicht in einem verklärten Leib angenommen.
Dieser alte Bericht wird in der koranexegetischen Literatur mehrfach und mit einigen Varianten überliefert. In der späteren Koranexegese, die stets auf die Berichte von Wahb ibn Munabbih zurückgreift, identifiziert man den bis dahin unbekannten Gekreuzigten mit Judas Iskariot: „Gott warf die Ähnlichkeit Jesu auf denjenigen, der sie zu Jesus geführt hatte – er hieß Judas – und sie kreuzigten ihn an seiner Statt, wobei sie glaubten, es sei Jesus.“ Diese Version wird auch im sogenannten Barnabasevangelium aufgegriffen.
Erwähnenswert ist bei der islamischen Schilderung der Kreuzigungsgeschichte, dass die Exegese nicht vom Kreuz (ṣalīb) spricht, sondern vom „Holz“, oder „Baum“. In der alten, auf Wahb ibn Munabbih zurückgeführten Prophetenlegende spricht man vom „Holz“ (ḫašaba); bei späteren Exegeten ist von einem „erhöhten Holz“ oder von einem „erhöhten Ort“ die Rede. Diese Vorstellung hat in der arabischen Tradition ihren Ursprung: Einem Bericht von Ibn Ishaq zufolge kreuzigten die Mekkaner einen Medinenser, indem sie ihn auf ein „Holz erhoben“, fesselten und mit Lanzenwürfen töteten. Ähnliche Motive finden sich auch in der arabischen Poesie.
Zwar waren die Evangelien bereits im späten 8. Jahrhundert in arabischen Übersetzungen bekannt, doch ist die Argumentation gegen die Kreuzigungsgeschichte mit Hinweis auf die im Koran mehrfach erwähnte Schriftfälschung (tahrif) durch die Christen im islamischen Schrifttum relativ spät zu beobachten. Fachr ad-Din ar-Razi († 1209 in Herat) argumentiert in seinem Korankommentar zur Textfälschung mit der Bemerkung: „Die Überlieferung (tawātur) der Christen geht auf wenige Leute zurück, und es ist nicht ausgeschlossen, daß sie sich zur Lüge verabredet hatten.“ Etwa hundert Jahre später behandelt Ibn Taimiya († 26. September 1328 in Damaskus) Sure 4, Vers 157 in seinem Buch Die richtige Antwort auf diejenigen, die die Religion Christi abgeändert haben unter der Überschrift: „Verfälschungen (taḥrīfāt) in der Thora und im Evangelium“ und weist dort den Tod Jesu am Kreuz zurück.

## Jesus im außerkoranischen Schrifttum
Nach Darstellung in der Prophetenbiographie von Ibn Ishaq trifft Mohammed bei seiner Himmelsreise Jesus im zweiten Himmel: „Sodann brachte er mich hinauf in den zweiten Himmel, und siehe, da waren die beiden Vettern Jesus, der Sohn der Maria und Johannes, der Sohn des Zacharias.“ Die Traditionsliteratur hat es mehr als die Sira verstanden, Mohammeds Himmelfahrt mit weiteren Einzelheiten auszustatten. al-Buchari überliefert in seiner Hadithsammlung (siehe:al-Kutub as-sitta) diese Begegnung wie folgt: „Da sagte man: ‚Er sei willkommen, und wohl seiner Ankunft!‘ Da machte er auf, und als ich eintrat, waren Johannes und Jesus, die beiden Vettern, da und (Gabriel) sagte: ‚Das sind Johannes und Jesus, grüße sie.‘ Da grüßte ich sie, und sie erwiderten den Gruß und sagten darauf: ‚Willkommen sei der rechtschaffene Bruder und der rechtschaffene Prophet.‘“
Im außenkoranischen Schrifttum wird die Wiederkehr Jesu – im Allgemeinen nuzūl al-Masīḥ: „Herabsteigen Christi“ genannt – mehrfach und mit legendenhaften Elementen ausgestattet dargestellt. Den Ausgangspunkt dieser Schilderungen bieten der Koran und die Auslegung des Koranverses, der unmittelbar nach dem oben genannten „Kreuzigungsvers“ steht:

„Und es gibt keinen von den Leuten der Schrift, die nicht (noch) vor seinem (d. h. Jesu) Tod (der erst am Ende aller Tage eintreten wird) an ihn glauben würde. Und am Tag der Auferstehung wird er über sie Zeuge sein.“

Da Jesus nach islamischer Vorstellung nicht am Kreuz gestorben ist, sondern Gott ihn lebend zu sich erhoben hat, versteht die Exegese seine Wiederkehr am Tag der Auferstehung in Menschengestalt, mit einer Lanze in der Hand, mit der er den Antichrist (Daddschāl) töten wird. Die eschatologische Literatur liefert hierzu mehr Einzelheiten als die Koranexegese; Jesus tötet alle Christen und Juden, die an ihn nicht glauben, zerstört die Kirchen und Synagogen, tötet die Schweine und zerstört das Kreuz – hier das arabische Wort für Kreuz: ṣalīb und nicht Brett, Holz (ḫašaba) genannt – das Symbol des Christentums. Mit dem Erscheinen Jesu rechnet man, je nach Überlieferung, entweder am Osttor von Damaskus, oder im Heiligen Land. Einigen Überlieferungen zufolge tötet Jesus den Daddschal an den Toren von Ludd/Lydda. Andere Traditionen berichten, dass Jesus den Daddschal an der Kirche des heiligen Georg von Ludd töten wird. Diese Berichte der islamischen Eschatologie und Prophetenlegenden gehen auf jüdische Traditionen zurück. Diese Traditionen, die überwiegend auf Mohammed zurückgeführt werden, erscheinen in den eigens dafür angelegten Kapiteln der Hadithsammlungen unter dem Titel Kitab al-fitan (Das Buch der Versuchungen), Kitab al-fitan wal-malahim (Das Buch der Versuchungen und Gemetzel). Das bekannteste und umfangreichste Werk, das der Eschatologie und den chiliastischen Erwartungen der Muslime gewidmet ist, verfasste der Traditionarier Nu'aim ibn Hammad, der als Gefangener während der Mihna im Jahre 844 starb. Einige Kapitel in seiner Sammlung stellen die Wiederkehr Jesu am Jüngsten Tag in Form von angeblichen Prophetensprüchen dar. Das frühe Interesse für diese Thematik ist in der Hadithliteratur bereits in der Mitte des 8. Jahrhunderts schriftlich dokumentiert. Auf den ägyptischen Traditionarier Abd Allah ibn Lahi'a († 790) geht die Heidelberger Papyrusrolle zurück, in der eschatologische Überlieferungen erhalten sind.
Den Überlieferungen zufolge soll der Aufenthalt Jesu auf Erden vierzig Jahre dauern; nach seinem natürlichen Tod, so die islamische Tradition, wird er in Medina neben Mohammeds Grab, zwischen den Gräbern von Abu Bakr und Umar ibn al-Chattab von Muslimen beigesetzt.

## Jesus in der Ahmadiyya-Theologie
Gemäß dem Ahmadiyya-Gründer Mirza Ghulam Ahmad († 1908) wird Jesus mit der Figur des Yuz Asaf identifiziert. Er soll nach der Kreuzigung, die er überlebte, sich auf die Suche nach den „verlorenen Schafen des Hauses Israel“ begeben haben und bis nach Kaschmir ausgewandert sein. In Kaschmir soll er die zehn verlorenen Stämme zum wahren Glauben zurückgeführt haben. Jesus sei dann in Srinagar eines natürlichen Todes gestorben; sein angebliches Grab im Roza Bal wird dort gezeigt und noch heute verehrt.

## Mystik
In Teilen des Sufismus gilt Jesus als „Prophet der Liebe“ und als „Siegel der allgemeinen Heiligkeit“ (ammah). Er spiegle als vollkommener Mensch (insan-i kamil) die Eigenschaften Gottes wider und gilt als Vorbild für Asketen. Für einige Sufis steht die Kreuzigung Jesu im Zusammenhang mit dem „sterben, bevor man stirbt“ (Fana). Er habe die Einheit mit Gott erreicht, nach der Sufis streben, als er wieder auferstanden sei. Dabei gibt es Parallelen zur Trinität des Christentums, die innerhalb des Sufismus aber nur in Form der Vergöttlichung des Menschen, nicht aber in der Menschwerdung Gottes, bestehen.

## Filme
Gérard Mordillat, Jérôme Prieur: Jesus und der Islam. Siebenteilige Fernsehdokumentation (Arte, Frankreich 2013).